# Cimetière national de San Francisco
Le cimetière national de San Francisco est un cimetière national des États-Unis, situé dans le Presidio de San Francisco, en Californie. En raison de son nom et de son emplacement, il est souvent confondu avec le Cimetière national de Golden Gate, à quelques kilomètres au sud de la ville.
Vers 1937, les habitants de San Francisco votent de ne plus construire de cimetière dans la ville proprement dite et, en conséquence, le site pour un nouveau cimetière national est sélectionné au sud des limites de la ville. Le cimetière est l'un des quatre officiellement existants à l'intérieur des limites de la ville de San Francisco (les autres étant le Columbarium de San Francisco, le cimetière historique à côté de la Mission Dolores, et le sarcophage de Thomas Starr King.).

## Histoire
Lorsque l'Espagne colonise ce qui va devenir la Californie, cette région est choisie comme site pour y établir un fort, ou presidio, pour la défense de la baie de San Francisco. Environ 40 familles s'y installent venant du nord du Mexique en 1776, et construisent la première implantation, un petit carré, à seulement quelques centaines de pieds à l'ouest de ce qui est maintenant la Funston Avenue. Le Mexique contrôle le Presidio après 1821, mais le fort pers de son importance pour le gouvernement mexicain. En 1835, la plupart des soldats et de leurs familles sont déplacées au nord à Sonoma, le laissant presque abandonné. Au cours de la guerre américano-mexicaine, les troupes des États-Unis occupent et réparent les dégâts du fort.
Au milieu du siècle, la découverte d'or en Californie aboutit à une soudaine croissance et importance de San Francisco, et incite le gouvernement des États-Unis à y établir une réserve militaire de réservation. Par décret, le président Millard Fillmore établit le Presidio pour un usage militaire en novembre 1850. Pendant les années 1850 et 1860, les soldats affectés au Presidio combattent les amérindens en Californie, en Oregon, en Washington, et au Nevada. Le déclenchement de la guerre de Sécession, en 1861, souligne à nouveau l'importance des richesses de la Californie et l'importance militaire de la rade de San Francisco pour l'Union. Cela conduit, en 1862, à la première grande construction et expansion du programme au Presidio depuis son acquisition par les États-Unis.
Les guerres indiennes des années 1870 et 1880 entraînent une expansion du Presidio, y compris une plantation d'arbres à grande échelle et un programme d'embellissement du poste. Dans la décennie suivante, le Presidio a perdu son apparence de poste-frontière et a atteint la stature d'une grande installation militaire et d'une base pour l'expansion américaine dans le Pacifique.
En 1890, avec la création des parcs nationaux de Sequoia, du Général Grant et de Yosemite dans les montagnes de la Sierra Nevada de la Californie, la protection de ces ressources pittoresques et naturelles est attribuée à la cavalerie des États-Unis en garnison au Presidio. Les soldats patrouillent dans ces parcs pendant les mois d'été jusqu'au début de la première guerre mondiale en 1914. La guerre hispano–américaine en 1898 et la guerre américano-philippine de 1899 à 1902, accroissent le rôle du Presidio. Des milliers de troupes campent des villes de tentes tout en attendant l'embarquement pour les Philippines. Les soldats malades et blessés qui reviennent sont traités dans le premier hôpital permanent de l'armée, plus tard renommé l'hôpital général de l'armée Letterman. En 1914, les troupes sous le commandement du général John Pershing quittent le Presidio pour la frontière mexicaine, à la poursuite de Pancho Villa et de ses hommes.
Lorsque les États-Unis entrent dans la seconde guerre mondiale, après l'attaque japonaise contre Pearl Harbor, les soldats du Presidio creusent des tranchées le long des plages à proximité. Le commandant de la quatrième armée, le général John L. DeWitt dirige l'internement de milliers de Japonais et Nippo-Américains sur la côte ouest, tandis que des soldats américains d'origine japonaise sont formés à lire et à parler le japonais dans la première école de langue du service de renseignement militaire organisée à Crissy Field. Durant les années 1950, le Presidio sert comme quartier général du programme de défense antimissile Nike et de quartier général de la sixième armée des États-Unis. Le Presidio de San Francisco, qui comprend plus de 350 bâtiments ayant une valeur historique, est inscrit comme monument historique national en 1962. En 1989, le Presidio ferme en tant qu'entité militaire et est transféré au service des parcs nationaux en octobre 1994.
Le 12 décembre 1884, le ministère de la Guerre, désigne 9 acres (3,6 ha), y compris le site du cimetière de l'ancien poste, comme cimetière national de San Francisco. Il est le premier cimetière national établi sur la côte ouest et marque la croissance et le développement d'un système de cimetières nationaux s'étendant au-delà des champs de bataille de la guerre de Sécession. Les inhumations initiales comprennent les restes des morts du cimetière de l'ancien poste ainsi que les personnes retirées de cimetières à l'abandon des forts et des camps situés ailleurs le long de la côte du Pacifique et de la frontière de l'ouest. En 1934, tous restes inconnus dans le cimetière sont déterrés et ré-inhumés  dans une parcelle. De nombreux soldats et marins morts outre-mer en service dans les Philippines, en Chine et d'autres régions du théâtre Pacifique sont enterrés dans le cimetière national de San Francisco.
Il y a également trois sépultures de guerre du service du commonwealth britannique, un soldat canadien de la première guerre mondiale, un marin de la  Royal Navy et un de la marine marchande de la seconde guerre mondiale.
Le cimetière est clos par un mur de pierre et les pentes d'une colline qui encadre aujourd'hui une vue sur le pont du Golden Gate. Ses portes d'entrées ornementales en fonte d'origine sont présentes mais ne sont plus utilisées depuis le déplacement de l'entrée. De grands eucalyptus enserrent le cimetière. La loge et la tribune datent des années 1920 et reflètent le style renouveau espagnol présents dans plusieurs cimetières occidentaux.

## Monuments et mémoriaux
- Un mémorial de la grande armée de la république (1893)
- Le mémorial de la garnison du Pacifique (1897)
- Statue de l'armée et de marine de l'Union regulières (1897)
- Un monument pour les marines qui sont morts à Tartar Wall à Pékin, en Chine (1900)
- Un monument au soldat inconnu (1934)

## Sépultures notables

### Récipiendaire de la médaille d'honneur
(Les dates sont celles des actions pour lesquelles ils ont reçu la médaille d'honneur.)
- Premier sergent William Allen (guerres indiennes), compagnie I, 23rd U.S. Infantry. Turret Mountain, Ariz., 27 mars 1873 (section OS, tombe 48-2).
- Lieutenant chef machiniste William Badders U.S. Navy. En mer à la suite du naufrage de l'USS Squalus (SS-192)), 13 mai 1939 (section A, tombe 788-A).
- Commandant James Coey (guerre de Sécession), 147th New York Infantry. Hatchers Run, Va., 6 février 1865 (section OS, tombe 89-1).
- Sergent James Congdon (a servi sous le nom de James Madison) (guerre de Sécession), compagnie E, 8th New York Cavalry. Waynesboro, Va., 2 mars 1865 (section OSA, tombe 15-7).
- Second lieutenant Matthias W. Day (guerres indiennes), 9th U.S. Cavalry. Las Animas Canyon, N.M., 18 septembre 1879 (section OS, tombe 2-11).
- Major général William F. Dean (Korean War), U.S. Army, général commandant la 24th Infantry Division. Taejon, Korea, 20-21 juillet 1950 (section GHT, tombe 353-B).
- Capitaine Reginald B. Desiderio (guerre de Corée), U.S. Army, officier commandant, compagnie E, 27th Infantry Regiment, 25th Infantry Division. Près d'Ipsok, Corée, 27 novembre 1950 (section OS, tombe 128-20).
- Lieutenant Abraham DeSomer (campagne mexicaine), U.S. Navy, USS Utah (BB-31). Veracruz, Mexico, 21-22 avril 1914 (section MA, tombe 15).
- Colonel Kern W. Dunagan (guerre du Viêt Nam), U.S. Army, compagnie A, 1st Battalion, 46th Infantry, Americal Division. Republique du Viêt Nam, 13 mai 1969 (section WS, tombe 117-I).
- Sergant William Foster (guerres indiennes), compagnie F, 4th U.S. Cavalry. Red River, Tex., 29 septembre 1872 (section WS, tombe 197).
- Colonel Frederick Funston, Sr., (guerre américano-philippine), 20th Kansas Volunteer Infantry. Rio Grande de la Pampanga, Luzon, Philippine Islands, 27 avril 1899 (section OS, tombe 68-3).
- Matelot Rade Grbitch U.S. Navy. À bord de l'USS Bennington (PG-4), 21 juillet 1905 (section A, tombe 44).
- Commandant Oliver D. Greene (guerre de Sécession), U.S. Army. Antietam, Md., 17 septembre 1862 (section OS, tombe 49-8).
- Premier lieutenant John Chowning Gresham (guerres indiennes), 7th U.S. Cavalry. Wounded Knee, S.D., 29 décembre 1890 (section OS, Row 4-A tombe 5).
- Lieutenant chef charpentier Franz Anton Itrich (guerre hispano-américaine), U.S. Navy. À bord de l'USS Petrel (PG-2), 1 mai 1898 (section OSA, tombe 83-5).
- Sergent-chef Robert S. Kennemore (guerre de Corée), U.S. Marine Corps, compagnie E, 2nd Battalion, 7th Marines, 1st Marine Division. North of Yudam-ni, Korea, 27-28 novembre 1950 (section H, tombe CA- 404).
- Sergent John Sterling Lawton (guerres indiennes), compagnie D, 5th U.S. Cavalry. Milk River, Colo., 29 septembre 1879 (section NAWS, tombe 1392).
- Soldat Cornelius J. Leahy (guerre américano-philippine), compagnie A, 36th Infantry, U.S. Volunteers. près de Porac, Luzon, Philippine Islands, 3 septembre 1899 (section NA, tombe 970).
- Premier sergent John Mitchell (guerres indiennes), compagnie I, 5th U.S. Infantry. Upper Washita, Tex., 9-11 septembre 1874 (section NAWS, tombe 411).
- Soldat Albert Moore (révolte des Boxers), U.S. Marine Corps. Pekin, Chine, 21 juillet - 17 août 1900 (section WS, tombe 1032-A).
- Second lieutenant Louis Clinton Mosher (guerre américano-philippine), Philippine Scouts. Gagsak Mountain, Jolo, Philippine Islands, 11 juin 1913 (section NA, tombe 1408).
- Soldat Adam Neder (guerres indiennes), compagnie  A, 7th U.S. Cavalry. Campagne contre les sioux, décembre 1890 (section NAWS, tombe 1805).
- Premier lieutenant William R. Parnell (guerres indiennes), 1st U.S. Cavalry. White Bird Canyon, Idaho, 17 juin 1877 (section OS, tombe 68-8).
- Caporal Reuben Jasper Phillips (révolte des Boxers), U.S. Marine Corps. China, juin 1900 (section OSD, tombe 3).
- Caporal Norman W. Ressler (guerre hispano-américaine), compagnie D, 17th U.S. Infantry. El Caney, Cuba, 1 juillet 1898 (section WS, tombe 134-A).
- Sergent Lloyd Martin Seibert (première guerre mondiale), U.S. Army, compagnie F, 364th Infantry, 91st Division. Près d'Epinonville, France,26 septembre 1918 (section OS, tombe 128-10).
- Premier lieutenant William Rufus Shafter (guerre de Sécession),compagnie I, 7th Michigan Infantry. Fair Oaks, Va., 31 mai 1862 (section OS, tombe 30-2).
- Soldat George Matthew Shelton, Sr., (guerre américano-philippine), compagnie I, 23rd U.S. Infantry. La Paz, Leyte, Philippine Islands, 26 avril 1900 (section OSD, tombe 799).
- Lieutenant canonnier de deuxième classe Andrew V. Stoltenberg (guerre américano-philippine), U.S. Navy. Catbalogan, Samar, Philippine Islands, 16 juillet 1900 (section A, tombe 242).
- Sergent Bernard Taylor (guerres indiennes), compagnie A, 5th U.S. Cavalry. Près de Sunset Pass, Ariz., 1 novembre 1874 (section WS, tombe 1090).
- Soldat William H. Thompkins (guerre hispano-américaine), troupe G, 10th U.S. Cavalry. Battle of Tayacoba, Cuba, 30 juin 1898 (section WS, tombe 1036-A).
- Capitaine Charles A. Varnum (guerres indiennes), compagnie B, 7th U.S. Cavalry. White Clay Creek, S.D., 30 décembre 1890 (section OS, tombe 3-3-A).
- Second lieutenant George W. Wallace (guerre américano-philippine), 9th U.S. Infantry. Tinuba, Luzon, Philippine Islands, 4 mars 1900 (section OS, ROW 39A, tombe 1).
- Matelot Axel Westermark (révolte des Boxers), U.S. Navy. Peking, Chine, 28 juin – 17 août 1900 (section A, tombe 32).
- Sergent William Wilson (guerres indiennes), compagnie I, 4th U.S. Cavalry. Colorado Valley, Texas, 28 mars 1872 (section WS, tombe 527).

### Autres sépultures
Il y a deux inhumations inhabituelles dans le cimetière national de San Francisco, celle du « commandant » Pauline Cushman et celle de mademoiselle Sarah A. Bowman.
La pierre tombale de Cushman porte l'inscription « Pauline C. Fryer, espionne de l'Union », mais son vrai nom était Harriet Wood. Née dans les années 1830, elle devient une artiste du spectacle de Thomas Placide Varieties et prend le nom de Pauline Cushman. Elle épouse le musicien de théâtre Charles Dickinson en 1853, mais après la mort de son mari d'une maladie liée à son service dans les forces de l'Union, elle revient sur scène. Au cours du printemps de 1863, lors d'une représentation à Louisville, dans le Kentucky, elle est invitée par le prévôt marshal à recueillir des informations sur les activités des confédérés. À partir de là, elle est envoyée à Nashville, où elle parvient à transmettre des informations sur des forces des troupes de la force et leurs mouvements. À Nashville, elle est également capturée et presque pendue comme espionne. Elle revient sur scène en 1864, pour faire des conférences et vendre son autobiographie. L'artiste P. T. Barnum la promeut comme l'« espionne de la Cumberland » et grâce à la publicité de Barnum, elle acquiert rapidement une gloire éphémère. Après avoir passé les années 1870 à travailler dans les camps de bûcherons de séquoias, elle se remarie et part dans le territoire de l'Arizona. En 1893, elle divorce, démunie et désespérée ; elle demande la pension de retraite militaire de son premier mari et retourne à San Francisco, où elle meurt d'une surdose de stupéfiants qu'elle aurait pris pour apaiser ses rhumatismes. Les membres de la grande armée de la république et le corps de secours des femmes font de magnifiques funérailles à l'ancienne espionne. Les restes du « commandant » Cushman se trouvent dans le cercle des officiers.
Par ailleurs, Sarah Bowman est enterrée dans le cimetière national de San Francisco, aussi connue comme le « Grand Ouest », une impressionnante femme de plus de 6 pieds (1,8288 m) de hauteur avec des cheveux rouges et un penchant pour porter des pistolets. Mariée à un soldat, elle voyage avec les troupes de Zachary Taylor lors de la guerre américano-mexicaine pour aider à soigner les blessés, ce pour quoi elle obtient une pension du gouvernement. Après la mort de son mari, elle a plusieurs compagnons et tient la fameuse taverne et bordel à El Paso, au Texas. Bowman quitte El Paso, quand elle épouse son dernier mari. Les deux terminent à Fort Yuma, où elle tient une maison de pension jusqu'à sa mort d'une morsure d'araignée en 1866. Elle a des funérailles militaires, et est enterrée dans le cimetière du fort Yuma. Plusieurs années plus tard, son corps est exhumé et inhumé dans le cimetière national de San Francisco.
Le cimetière national de San Francisco est aussi le lieu de sépulture du brigadier-général George G. Gatley, qui a commandé des brigades et des divisions lors de la première Guerre Mondiale, et est également bien connu comme le père de l'actrice Ann Harding.